# جان بولدینگ
جان بولدینگ (هلندی: Jan Boldingh؛ زاده ۳ ژانویه ۱۹۱۵ - درگذشته ۴ اوت ۲۰۰۳) یک شیمی‌دان اهل هلند بود.